# Parloiren

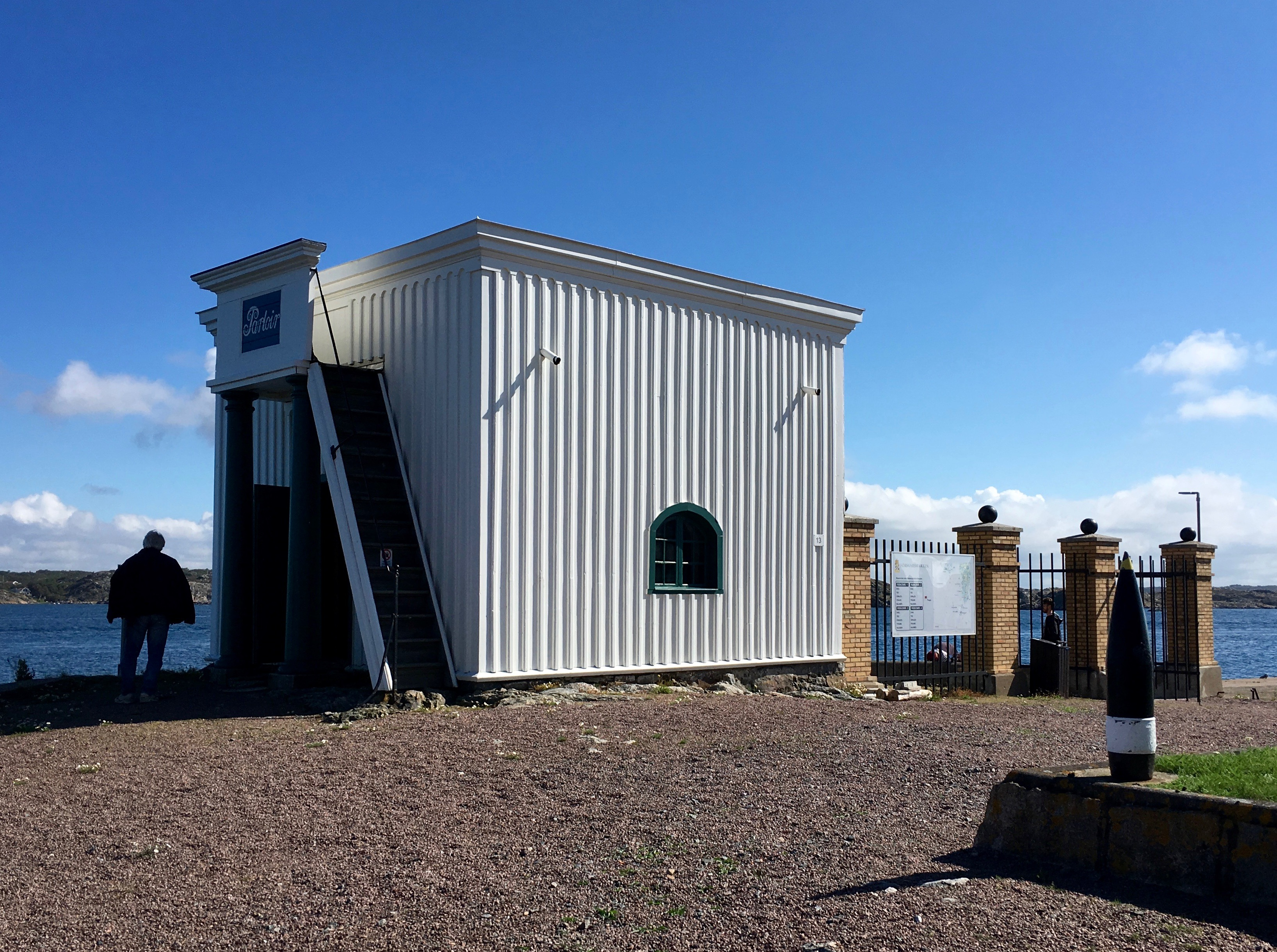
Parloiren på Stora Känsö sedd från söder.

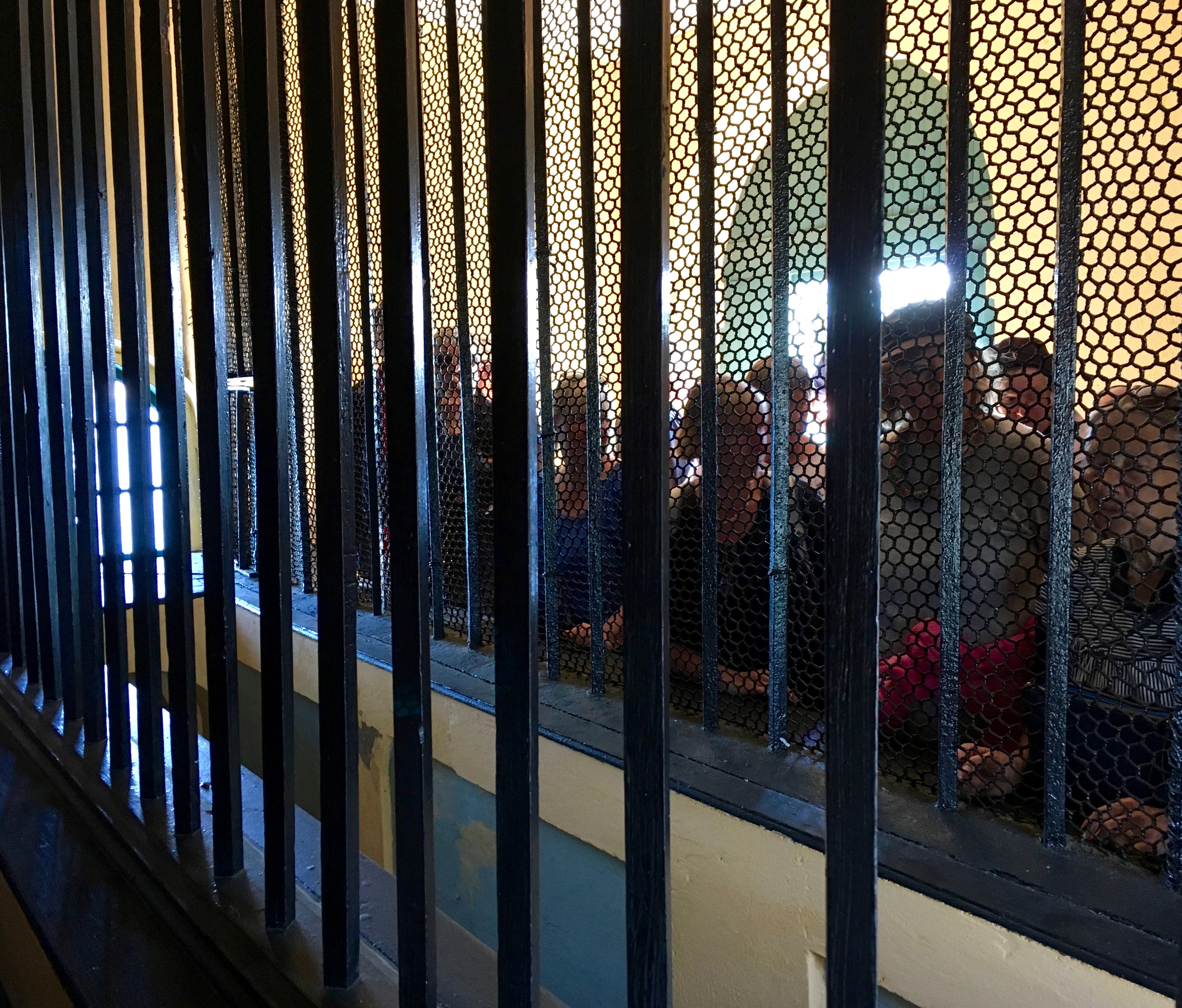
Huset användes vid en första kontakt och för samtal med besättningsmedlemmar på ankommande fartyg, då smittrisk kunde föreligga. Mellan avdelningarna inne i huset löper en murad ränna i golvet, i vilken man kunde bränna svavel för att få en svavelhaltig rök. På ömse sidor om rännan finns ett järngaller från golv till tak.

Parloiren är en byggnad på den tidigare Känsö karantänsanläggning på Känsö utanför Göteborg, som användes för första kontakt med besättningar på ankommande fartyg, då smittrisk ansågs föreligga. Byggnaden förvaltas av Fortifikationsverket och är ett statligt byggnadsminne sedan den 10 november 1939.
Ordet "parloir" kommer från verbet parloir = tala på äldre franska, och betecknade ett rum, som var avsett för samtal, till exempel i medeltidens kloster. I detta fall var avsikten att kunna hindra smitta från att överföras, genom att kontakterna mellan de smittmisstänkta och de svenska militära smittskyddstjänstemännen skulle ske på ett så säkert sätt som möjligt. Samtal fördes - utan att direkt kontakt riskerades - över en ridå av svavelhaltig rök och dokument överlämnades genom en gallerförsedd lucka, efter att ha behandlats med ättika och rök, innan de transporterades till ansvarig myndighet i staden Göteborg för beslut om vidare åtgärd om karantän.
Parloiren ligger längst ut i den tidigare karantänsanläggningens hamn i anslutning till östra bryggan, "karantänsbryggan", och byggdes 1818 i en våning i tegel med fordring av ljust gulfärgad lockpanel. Brädfordringen tillkom 1860 för att skydda byggnaden mot vittring. Den är 6,4 meter x 6,0 meter och har en mycket markerad uppdelning i två delar. Den nordvästra, "rena avdelningen" har röda kalkstensplattor på golvet och den sydöstra, "orena avdelningen" har trägolv. Mellan avdelningarna löper en murad ränna i golvet, i vilken det kunde brännas svavel för att producera en svavelhaltig rök. På ömse sidor om rännan finns ett järngaller från golv till tak. En dörr finns på nordvästra fasaden, medan den sydöstra ursprungligen var öppen och hade ingångsportaler direkt från karantänsbryggan. Mitt på de nordöstra och sydvästra fasaderna finns på vardera sidan fönster.
På den nordvästra sidan leder en trappa, uppburen av två grönmålade träkolonner, upp på det plana, svagt lutande, och av en murad balustrad omgivna, taket. Där var en militär post placerad när fartyg låg utanför i karantän.
Parloiren är troligen den enda bevarade byggnaden i sitt slag i världen.